# بخش ریپلی (شهرستان هولمز، اوهایو)
بخش ریپلی (به انگلیسی: Ripley Township) یک منطقهٔ مسکونی در ایالات متحده آمریکا است که در شهرستان هولمز، اوهایو واقع شده‌است.
 بخش ریپلی ۷۶٫۶ کیلومتر مربع مساحت و ۲٬۳۳۸ نفر جمعیت دارد و ۳۷۲ متر بالاتر از سطح دریا واقع شده‌است.